# Alexandre-Eugène Bouët

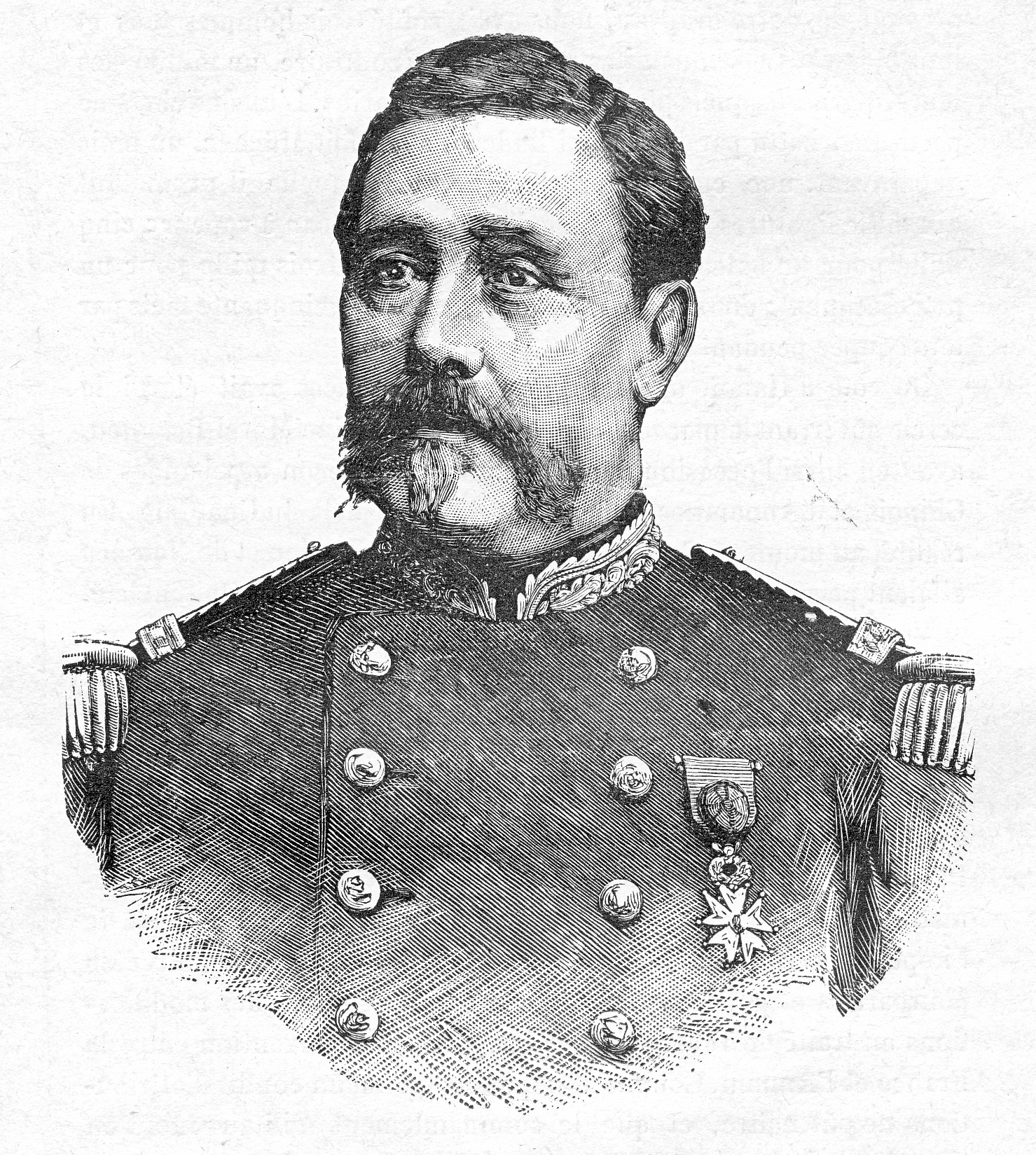
Chân dung tướng Bouët khi ông đảm nhận quyền chỉ huy quân đoàn viễn chinh Bắc Kỳ, tháng 6 năm 1883

Alexandre-Eugène Bouët (sinh ra Ngày 6 tháng 12 năm 1833 ở Bayonne và chết Ngày 19 tháng 4 năm 1887 ở Paris) là một tướng quân Pháp. Bố là thuyền trưởng tàu Long Course tên Auguste Eugène Ernest Bouet (đồng thời ông cũng là phóng viên của tờ báo Breton Review), mẹ là Hermance Coralie Petyt. Eugene Bouet còn có anh trai nổi tiếng là Henri Yorick Joseph Bouet, Ủy viên Hàng hải Pháp - ông này cưới một phụ nữ bản xứ là Mary Hunter ở Tahiti (Polinesia).

## Binh nghiệp
Alexandre Eugène Bouët được nhận vào trường Saint-Cyr năm 1852, sau đó trở thành chỉ huy quân sự của Guyana thuộc Pháp. Mới ra trường, Bouët tham gia binh chủng hải quân, được phong làm Trung úy vào năm 1854, trợ lý cho Đại tá Maurice de Cappe tại Toulon đầu năm 1860. Cuối năm 1860, Bouët được cử làm thuyền trưởng chỉ huy hạm đội Pháp ở Trung Quốc, bắt đầu nắm quyền chỉ huy Tiểu đoàn vào năm 1868. Năm 1881, Bouët chỉ huy Quân đoàn viễn chinh thứ tư của Pháp ở Toulon

### Chiến dịch tại Việt Nam
Sau khi Henri Rivière chết trong trận Cầu Giấy (5/1883), Đô đốc Meyer (chỉ huy hạm đội Pháp ở Hương Cảng) được lệnh dời qua Bắc kỳ cùng 150 tên lính tuyên bố rút quân ra khỏi Nam Định và một số tỉnh Bắc Kỳ, nhưng Thống đốc Nam Kỳ Charles Anthoine François Thomson yêu cầu phải giữ ngay Hà Nội. Ít lâu sau, chính phủ Pháp lại vời Meyer sang tiếp tục nhiệm vụ ở Trung Quốc, giao quyền cho Tổng ủy là viên bác sĩ quân y Harmand
Tháng 6/1883, chính phủ Pháp cử Trung tướng Bouet sang cùng với tướng Anatole Amédée Prosper Courbet chuẩn bị công phá kinh thành Huế. Giữa lúc triều đình Huế lục đục do vua Tự Đức vừa qua đời, Bouet cùng với Courbet thảo ra kế hoạch tấn công kinh thành Huế. Ngày 7/6/1883, Bouet đển Hải Phòng. Lúc này, lực lượng quân Pháp ở Bắc Kỳ là 2.500 người. Với lực lượng đó, Bouet gấp rút cố thủ ở Hải Phòng, Hà Nội và Nam Định. Vào hôm Hiệp Hòa vừa lên ngôi (30/7/1883), Bouet cùng các tướng Pháp tham gia viễn chinh đã họp Hội nghị quân sự Hải Phòng. Trong Hội nghị, Bouet nêu ý kiến nên đánh Đà Nẵng trong khi Thủ tướng Pháp Ferry gợi ý nên đánh Thuận An. Hội nghị cuối cùng kết luận là dùng hải quân có pháo thuyền yểm trợ, đánh thẳng vào hai trung tâm đề kháng mạnh nhất là Hà Nội và Sơn Tây: Bouet sẽ đánh Sơn Tây, Courbet sẽ đánh kinh thành Huế. Tổng ủy Harmand sẽ có mặt trong hạm đội đánh kinh thành Huế của Courbet.

#### Trận Sơn Tây
Năm 15/8/1883, tướng Bouet đem 2.000 quân cùng 14 khẩu đại bác (có thêm 600 lính Nam do bọn cha cố huy động được) tiến ra phủ Hoài. Quân ta xây dựng 3 tuyến thành dày đặc và kiên cố bao quanh thành Sơn Tây. Mờ sáng ngày 15, tướng Bouet chia quân thành 3 đạo tấn công. Một trận ác chiến xảy ra: quân ta bắn liên tục, đánh rát khiến quân của Bichot không qua nổi xóm làng Chèm. Ở làng Yên, đạo trung ương của Coronat bị đánh liên tục đến tối và không liên lạc được với 2 đạo quân kia. Số phận của đạo quân Revillon còn lại không khá hơn chút nào: chúng theo hướng lộ trình của đại tá Rivière khi trước; lừa ngựa mệt mỏi khiến quân lính xúm lại kéo đại bác. Vượt qua Phủ Hoài, chúng lập tức bị quân ta bắn rát và liên tục, giặc hoảng sợ lui về Cầu Giấy.
Trong trận này, Bouet thừa nhận bị thiệt hại khá nặng với 81 tên lính chết và bị thương, trong đó có 3 sĩ quan. Tướng Bouet điện về cho Bộ trưởng Hải quân và Thuộc địa là Peyron và than thở: "Số địch quân tăng lên, vũ khí của họ cũng tăng lên; không thể phủ nhận giá trị của họ (...) để mở chiến dịch tháng 10, thì phải có một sư đoàn đầy đủ trang bị theo thời chiến, với tất cả các binh chủng, vật liệu; sư đoàn phải có mặt ở đây lối giữa tháng mười. Xin ông gửi pháo binh công và thủ".

#### Trận Phùng
Sau trận Vọng, quân ta coi như làm chủ được thành Sơn Tây và lui về lập phòng tuyến sông Hát Môn (tên gọi khác của sông Đáy). Ngày 28, 30 quân Pháp cho lính sang thám thính liền bị quân ta bắn lui về.
Sáng ngày 1/9/1883, Pháp cho gồm 1.200 quân cùng 600 quân Nam triều chia thành 2 đạo cùng tiến lên. Thống đốc Hoàng Tá Viêm cùng quân của Lưu Vĩnh Phúc tấn công quân Pháp cự giặc Pháp ở các xã Thượng Mỗ, Hạ Mỗ thuộc phủ Hoài Đức, Đoài Khê thuộc huyện Đan Phượng. Quân của hai bên tấn công suốt ngày mùng 1 rất kịch liệt. Lợi dụng đêm tối, quân ta rút lui qua hữu ngạn sông Đáy, địch không dám qua sông. Sau lưng địch, quân ta tăng cường phá rồi đường về của chúng. Ngày mùng 3, quân Pháp không dám rút về mà phải đi qua hướng Bá Giang (chỗ đê Phùng ra vùng sông Nhị Hà - tức sông Hồng). Trong trận rút sang Bá Giang, một số lớn quân Cờ vàng chạy qua ta, số khác tan rã; quân Cờ đen của Lưu Vĩnh Phúc (Đề đốc) xung phong đánh trận tiền, có phó Đề đốc Đặng Sĩ Xương hỗ trợ. Liên quân Việt - Cờ đen hợp sức lùa giặc xuống đồng nước và đánh quyết liệt với Pháp. Phó đề đốc Đặng tử trận, tùy tướng là Hoàng Thư Trung vì trả thù Phó đề đốc nên đánh giặc rất mạnh mẽ và quyết liệt. Quân Pháp chạy tán loạn, quân ta đuổi theo mấy dặm mới thu quân. Một sĩ quan Pháp tham gia trận này thừa nhận rằng: "Kẻ địch tỏ ra rất can đảm, vị trí của họ rất mạnh mẽ, quân số lại đông, súng ông tân thời, đạn dược đầy đủ, nhưng may mắn là họ thiếu đại bác. Cho nên phải nghĩ rằng nếu muốn thắng họ, phải cố gắng lâu dài và bền bỉ, phải có quân số đầy đủ và phương tiện nghiêm túc".
Bouet liền điện về Pháp xin cứu viện vì y thấy khó ăn, không dám đánh liều. Còn Harmand chê trách Bouet chậm chạp và giục phải đánh Sơn Tây ngay đi. Hai bên Harmand - Bouet xung đột nhau. Ngày 11/9/1883, tướng Bouët bị gọi về Pháp. Lên thay là Đại tá Anicet-Edmond-Justin Bichot